# أدوي امنيع (بني امحمد سجلماسة)
أدوي امنيع هي إحدى مشيخات المملكة المغربية، تتبع جغرافيا لإقليم الرشيدية وإداريًا لبني امحمد سجلماسة. يقدر عدد سكانها بـ 28 نسمة حسب الإحصاء الرسمي للسكان والسكنى لسنة 2004.